# Олимпийский и спортивный комитет Коморских островов
Олимпийский и спортивный комитет Коморских островов (фр. Comité Olympique et Sportif des Iles Comores) — организация, представляющая Коморы в международном олимпийском движении. Основан в 1979 году, зарегистрирован в МОК в 1993 году.
Штаб-квартира расположена в Морони. Является членом Международного олимпийского комитета, Ассоциации национальных олимпийских комитетов Африки и других международных спортивных организаций. Осуществляет деятельность по развитию спорта на Коморских островах.